# اوا پاولیک
اوا پاولیک (انگلیسی: Eva Pawlik؛ ۴ اکتبر ۱۹۲۷ – ۳۱ ژوئیهٔ ۱۹۸۳) بازیگر، روزنامه‌نگار، اسکیت‌باز نمایشی، و بازیگر سینما اهل اتریش بود.